# Миллер, Жак
Жак Миллер (фр. Jacques Miller; род. 2 апреля 1931, Ницца, Франция) — австралийский учёный-иммунолог. Известен работами по функциям тимуса и лимфоцитов. Эмерит-профессор Walter and Eliza Hall Institute of Medical Research и Мельбурнского университета, член Австралийской АН (1970).
Учился в Австралии. В 1958-1963 годах работал в Великобритании, в 1963-1966 годах - в США, в 1966-1996 годах - в Австралии. C 1996 года на пенсии.
Труды в основном посвящены иммунологии.

## Награды и признание
Считается одним из претендентов на Нобелевскую премию по версии Thomson Reuters Citation Laureates. Компаньон ордена Австралии (2003, офицер 1981).
Среди наград:
- Международная премия Гайрднера (1966)
- Encyclopaedia Britannica Australia Award (1966)
- Научная медаль Зоологического общества Лондона (1967)
- Macfarlane Burnet Medal and Lecture[англ.] (1971)
- Премия Пауля Эрлиха и Людвига Дармштадтера[нем.] (1974)
- William Upjohn Medal Мельбурнского университета (1978)
- Rabbi Shai Shacknai Memorial Prize Еврейского университета в Иерусалиме (1978)
- International Saint-Vincent Prize ВОЗ и ЮНЕСКО (1983)
- Sandoz Prize for Immunology (1990, совместно с М. Купером, первые удостоенные, ныне это Novartis Prize for Basic Immunology)
- Peter Medawar Prize, Transplantation Society (1990, первый удостоенный)
- Крунианская лекция Лондонского королевского общества (1992)
- J. Alwyn Taylor International Prize (1995)
- Florey Medal[англ.] (2000)
- Медаль Копли (2001)
- Медаль Столетия (2001)
- Prime Minister's Prize for Science[англ.] (2003)
- ANZAAS Medal[англ.] (2015)
- Премия Японии (2018, совместно с М. Купером)
- Премия Альберта Ласкера за фундаментальные медицинские исследования (2019, совместно с М. Купером)

Является членом Лондонского королевского общества (1970), иностранным членом Национальной академии наук США (1982), членкором Бельгийской королевской АН (1991). Почётный член American Association of Immunologists (1977), Австралийского (1991) и Германского (1999) обществ иммунологии, эмерит-член International Transplantation Society (1999).
Почётный доктор Сиднейского университета (1986).